# 이반 프로베델
이반 프로베델(이탈리아어: Ivan Provedel, 1994년 3월 17일 ~ )는 이탈리아의 축구 선수이다. 그의 포지션은 골키퍼로, 현재 세리에 A의 라치오에서 활약하고 있다.

## 클럽 경력
프로베델은 2012년 우디네세에서 키에보베로나로 이적하였다. 2013-14 시즌, 그는 레가 프로 프리마 디비시오네의 피사로 임대되었다. 2014-15 시즌, 그는 세리에 B의 페루자로 임대되었다. 2014년 8월 29일, 그는 2-1로 이긴 볼로냐와의 홈경기에서 세리에 B 데뷔전을 치렀다.
2017년 여름, 프로베델은 €1.2M로 추정되는 이적료에 엠폴리로 이적하였다.
2020년 1월 22일, 프로베델은 유베 스타비아로 임대되었다. 2020년 2월 7일, 그는 2-2로 비긴 아스콜리와의 경기에서 막판 동점골을 넣었다.
2020년 10월 5일, 프로베델은 스페치아와 2년 계약을 맺고 이적하였다.
2022년 8월 8일, 프로베델은 라치오로 이적하였다.

## 국가대표팀 경력
2022년 9월 17일, 로베르토 만치니 감독이 그를 잉글랜드와 헝가리와의 UEFA 네이션스리그 경기에 출전할 선수 명단에 이름을 올리면서 이탈리아 축구 국가대표팀에 처음으로 차출되었다.

## 사생활
포르데노네에서 태어난 그의 어머니는 러시아인이다.

## 수상 내역
개인
- 세리에 A 최우수 골키퍼: 2022–23[9]